# Ratpenat de sacs alars equatorià
El ratpenat de sacs alars equatorià (Balantiopteryx infusca) és una espècie de ratpenat de la família dels embal·lonúrids que es troba a Colòmbia i a l'Equador.
Està amenaçada per la pèrdua del seu hàbitat natural.